# Liste von Sakralbauten im Kreis Herford

Kreis Herford

Die Liste von Sakralbauten im Kreis Herford ist untergliedert in:
1. Liste von Sakralbauten in Bünde
2. Liste von Sakralbauten in Enger
3. Liste von Sakralbauten in Herford
4. Liste von Sakralbauten in Hiddenhausen
5. Liste von Sakralbauten in Kirchlengern
6. Liste von Sakralbauten in Löhne
7. Liste von Sakralbauten in Rödinghausen
8. Liste von Sakralbauten in Spenge
9. Liste von Sakralbauten in Vlotho